# Lioudmila Borozna
Lioudmila Vasilievna Borozna (russe : Людмила Васильевна Борозна), née le 2 janvier 1954 à Léningrad (RSFS de Russie), est une ancienne joueuse soviétique de volley-ball. Elle est championne olympique de la discipline lors des Jeux de 1972.

## Carrière
Lioudmila Borozna fait partie de l'équipe soviétique qui remporte la médaille d'or lors des Jeux olympiques d'été de 1972. Elle est également double médaillée aux Mondiaux : en argent en 1974 et en bronze en 1978.
En club, elle joue pour le Spartak Leningrad de 1970 à 1977 puis pour le Dinamo Moscou de 1977 à 1983.

## Palmarès

### En équipe nationale
- Jeux olympiques
  -  1972 à Munich.

- Championnat du monde
  -  1974 à Guadalajara.
  -  1978 à Léningrad.

- Championnat d'Europe
  -  1977 à Tampere.

### En club
- Challenge Cup féminine[3]
  - Finaliste : 1982.
- Championnat d'Union soviétique[3]
  - Vainqueur : 1983.
  - Finaliste : 1981.

- Coupe de l'Union soviétique[3]
  - Vainqueur : 1976, 1977, 1982.
  - Finaliste : 1978, 1981.